# Emica Antončič
Emica Antončič, slovenska literarna zgodovinarka, kritičarka in urednica, * 17. februar 1958, Maribor.

## Življenje in delo
Rodila se je v Mariboru, kjer je tudi končala gimnazijo. Šolanje je nadaljevala na Filozofski fakulteti v Ljubljani. Že kot študentka je objavljala književne in gledališke kritike. Leta 1982 je diplomirala iz slovenskega jezika in književnosti ter primerjalne književnosti in literarne teorije na temo slovenskega modernističnega romana. Naslov njene diplomske naloge je bil »Prvine prenavljanja v slovenskem modernističnem romanu«. Po diplomi se je zaposlila kot lektorica v Drami Slovenskega narodnega gledališča Maribor. V tem obdobju je tudi poučevala odrski govor, bila lektorica nekaj celovečernih filmov in urejala gledališki list mariborske Drame.
Leta 1998 je na Filozofski fakulteti v Ljubljani magistrirala iz zgodovine novejše slovenske književnosti. Pri raziskovanju za magistrsko nalogo se je ukvarjala z literaturo Antona Podbevška. Naslov njene magistrske naloge je bil »Anton Podbevšek in njegova vloga v razvoju slovenske moderne književnosti«. Za zbornik Antona Podbevška 100 nadnaravnih let je prispevala članek z naslovom »Anton Podbevšek in vprašanje o koncu poezije«. Na področju literarne vede se je podrobneje ukvarjala tudi z Bevkovo prozo in avantgardo (članek »Titanski lirski subjekt, avantgarda in starostne pesmi«). Na jezikovnem področju se je ukvarjala z zborno izreko.
Leta 1991 je postala članica uredništva kulturne revije Dialogi, leta 1994 pa postala glavna in odgovorna urednica. To funkcijo opravlja še danes. Kot glavna urednica v uvodniku Dialogov razpravlja o aktualnih kulturnih in družbenih vprašanjih. V letu 2007 v aprilski številki je tako zapisala nekatere pripombe in predloge k osnutku zakona o ustanovitvi Javne agencije za knjigo, ki je trenutno v javni razpravi in naj bi pripomogla k bolj poenoteni in sistemski podpori države slovenski knjigi. Revija Dialogi izhaja že od leta 1965 in je druga najstarejša tovrstna revija v Sloveniji. Revija predstavlja novosti na področju literature in članke o umetnosti, kulturi, družbenih ter političnih zadevah.
Od jeseni 1993 vodi svojo založbo Aristej, pri kateri od leta 1998 izhajajo Dialogi. Založba se je uveljavila kot pomembna založna hiša v vzhodni Sloveniji. Posveča se predvsem izdajanju mladinske literature in šolskih učbenikov. 
Zelo je aktivna na kulturnem in literarnem področju, saj sodeluje pri mnogih projektih:
- Leta 2004 je sodelovala na 39. seminarju za vzgojitelje, učitelje in profesorje šol s slovenskim učnim jezikom v Furlaniji-Julijski krajini, ki je potekal od 2. do 6. septembra v Gorici in Trstu. Predavala je na temo slovenske zborne izreke.
- 2003/04 je sodelovala pri projektu Medijske besede, ki poteka pod okriljem MKC Maribor, kot udeleženka omizja Slovenski kulturni prostor med teorijo in prakso.
- Ob izidu revije Dialogi št. 1–2/2006 s tematskim sklopom Alpska kultura slovenstva na pragu novega tisočletja je otvorila okroglo mizo na temo „Alpski gorjanci ali kosmati bedanci?“, ki je potekala v Cankarjevem domu aprila 2006.
- Sodelovala je tudi pri okrogli mizi „Sodobnost govorice dramskega besedila in uprizoritve“ Simpozija o mladinski dramatiki, ki je potekal 29. 9. 2006.
- več let je programska sodelavka pri Slovenskih dnevih knjige v Mariboru.

## Izbrana bibliografija
- Cvetka Šeruga-Prek in Emica Antončič. »Slovenska zborna izreka: Priročnik z vajami za javne govorce« (Maribor 2003) (COBISS)
- v monografijo predelano magistrsko delo »Anton Podbevšek in njegova vloga v razvoju slovenske moderne književnosti« (Maribor 2000) (COBISS)
- Variante Bevkovih kmečkih povesti. »Slavistična revija«, št. 4 (1992), str. 457–472. (COBISS)
- Dedek ima gripo. Šentilj: Aristej, 1993. (COBISS)
- Medvedek in luna. Šentilj: Aristej, 1993. (COBISS)
- Žabica iz peskovnika. Šentilj: Aristej, 1994. (COBISS)
- Medvedkova mamica. Šentilj: Aristej, 1994. (COBISS)